# María Florencia Marinaro
María Florencia Marinaro (Santa Fe, 14 de diciembre de 1985) es una abogada argentina, que ocupo el cargo de Ministra de Igualdad, Género y Diversidad de la Provincia de Santa Fe desde el 23 de diciembre de 2021 hasta el 10 de diciembre de 2023.

## Biografía
Marinaro nació en la ciudad de Santa Fe, provincia de Santa Fe en 1985. Se recibió de abogada en la Facultad de Ciencias Jurídicas y Sociales de la Universidad Nacional del Litoral. Toda su juventud fue atravesada por la militancia política y feminista. Fue integrante de la Multisectorial de Mujeres de Santa Fe; de la campaña nacional por el derecho al aborto legal, seguro y gratuito y la Mesa Ni Una Menos Santa Fe.

## Trayectoria profesional
Durante todo su recorrido profesional participó de diversos Paneles y Charlas sobre problemáticas de género, violencias de género y aborto. Fue abogada litigante y junto a  otras dos colegas, integró un estudio jurídico que atendía situaciones de mujeres que atravesaban violencias por motivos de género.
En el año 2013 formó parte del equipo jurídico del caso Ana María Acevedo. Por tal desempeño profesional recibió, en representación de la Multisectorial de Mujeres de Santa Fe, un homenaje en la Cámara de Diputados de la Provincia de Santa Fe por la lucha por los derechos colectivos.
En el 2015 formó parte como tallerista en las Escuelas Populares de Formación en Género.
Fue miembro fundadora junto de la primera Comisión de derechos de las mujeres del Colegio de Abogados de Santa Fe, 1.ª Circunscripción.
Desde el 2015 es apoderada del Partido Justicialista Distrito Santa Fe y representó a diversos frentes electorales nacionales y provinciales que integró el peronismo desde esa fecha.
En diciembre de 2019 fue designada como Subsecretaria de Mujeres, Género y Diversidad en la Secretaría de Estado de Igualdad y Género.
En abril de 2021, el gobernador de Santa Fe, Omar Perotti anunció que crearía el Ministerio de Igualdad y Género, hizo pública su decisión durante un acto que compartió con Elizabeth Gómez Alcorta, ministra nacional de las Mujeres, Géneros y Diversidad.
El 23 de diciembre de 2021, Florencia Marinaro asumió como ministra de Igualdad, Género y Diversidad, cargo en el que se mantuvo hasta el 10 de diciembre de 2023.

## Reconocimientos
- Homenajeada en la Cámara de Diputados de la Provincia de Santa Fe por la lucha por los derechos colectivos por caso Ana María Acevedo[15]

- Mencionada como "Santafesina 2014" por el Concejo Deliberante de la Ciudad de Santa Fe por su militancia por los derechos humanos de las mujeres.